# Liste der Bürgermeister von Aarlanderveen
Dieses ist die Liste der Bürgermeister von Aarlanderveen in der niederländischen Provinz Südholland bis zur Auflösung der Gemeinde am 1. Januar 1918.
| Amtszeit  | Name                    | Partei oder Strömung | Anmerkungen                                                       |
| --------- | ----------------------- | -------------------- | ----------------------------------------------------------------- |
| 1825–1828 | J. van Genderen         |                      |                                                                   |
| 1828–1869 | mr A. Jongkindt Coninck |                      |                                                                   |
| 1869–1895 | A. P. Zaalberg          |                      | während eines Teils seiner Amtszeit auch Bürgermeister von Alphen |
| 1895–1917 | J. W. van der Lee       |                      |                                                                   |